# 波列茨科耶區

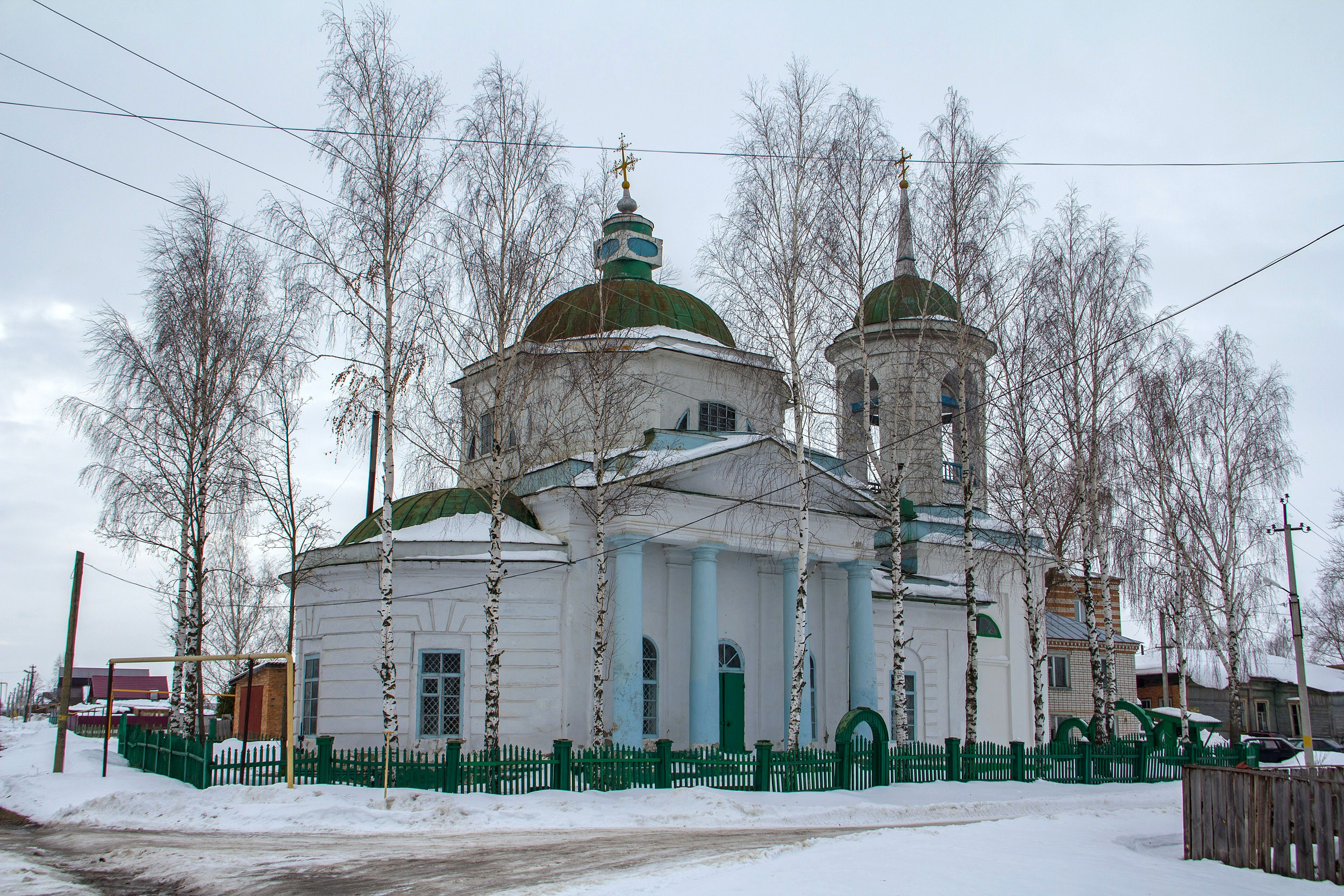

55°10′44″N 46°06′43″E / 55.179°N 46.112°E
波列茨科耶區（俄语：Порецкий район），是俄羅斯的一個區，位於該國西部，由楚瓦什共和國負責管轄，面積1,117平方公里，2010年該區人口13,992，人口密度每平方公里12.53人。